# Petkevičienė
Petkevičienė ist ein litauischer weiblicher Familienname, abgeleitet vom anderen Familiennamen Petkus. Die männliche Form ist Petkevičius.

## Andere weibliche Formen
- Petkevičiūtė (ledig)
- Petkevičė (verheiratet)

## Namensträger
- Daiva Petkevičienė (* 1964), Politikerin,  Mitglied im Seimas
- Jolanta Petkevičienė (* 1967), Verwaltungsjuristin, Leiterin der Obersten Wahlkommission